# Клифтон Вилијамс
Клифтон Кертис Вилијамс млађи (енгл. Clifton Curtis Williams Jr.), познатији као Си-Си Вилијамс (енгл. C.C. Williams; Мобил, 26. септембар 1932 — близу Талахасија, 5. октобар 1967) био је амерички пилот, инжењер машинства, астронаут. По завршетку факултета, ступио је у Марински корпус Сједињених Држава и служио као борбени пилот и пробни пилот током Хладног рата.
Изабран је за астронаута у јесен 1963. године, и требало је да лети као пилот лунарног модула на Аполу 12, али га је прерана смрт у томе спречила. Погинуо је у октобру 1967. године, у паду авиона. Имао је чин мајора и 35 година.

## Биографија

### Рана младост, образовање и војна служба
Вилијамс је рођен у Мобилу, Алабама, 26. септембра 1932. године, као син Клифтона старијег (1909—1968) и Гертруд Вилијамс (рођене Медикус; 1913—2002). Имао је три године млађег брата Ричарда. Од младости је носио надимак Си-Си, као иницијале првог и средњег имена. Био је активан у Младим извиђачима САД, и завредео други по рангу чин, Life Scout. Након завршетка средње школе 1949, отишао је на студије медицине на Спринг Хил колеџ, али се 1951. године пребацио на Универзитет Оберн као стипендиста Морнарице. Дипломирао је машинство 1954. године, а 9. августа те године регрутован је у Марински корпус САД. До краја године је окончао успешно базичну обуку и послат је на летачку обуку. Пилот је постао у августу 1956. године и као такав је служио до 1961. године, када постаје пробни пилот, завршивши успешно јуна те године елитну школу за пробне пилоте при Америчкој ратној морнарици, у Пакс Риверу, Мериленд. Године 1962. постао је први пилот који је успешно слетео млазни двосед на носач авиона пилотирајући из задње кабине. У јесен 1963. изабран је као један од четрнаест нових америчких астронаута. Са њим су у селекцији били и Баз Олдрин и Џин Сернан.
Током каријере је забележио преко 2.500 часова лета на разним типовима авиона, од тога више од 2.100 на млазњацима.

### Астронаут
Након селекције 1963, започета је тешка обука за будуће космичке летове. Вилијамс је био један од највиших астронаута са званичном висином од 1,83м (иако је незванично био висок око 1,85) и други је тек маринац након Џона Глена изабран у астронаутски корпус. Вилијамс је био резервни пилот на мисији Џемини 10 и био је одређен у резервну посаду Апола 9. То га је сврстало у ред за позицију пилота лунарног модула у мисији Аполо 12, која ће у новембру 1969. слетети на Месец. Тиме би постао 4. човек на Месецу. Међутим, погинуо је 1967. године у паду авиона Т-38А. Ипак, Пит Конрад и Алан Бин, који је Вилијамса заменио, однели су његова пилотска крила и оставили их на Месечевој површини, као знак да његова жртва није заборављена и допринос који је дао космичком програму САД у периоду од 1963. до 1967. године. Његово име се нашло на плакети Пали астронаут коју су астронаути Апола 15 оставили на Месечевој површини 1971. године у знак сећања на колеге који су положили своје животе у име освајања космичких пространстава.

### Приватни живот и смрт
Вилијамс се у јулу 1964. венчао са дугогодишњом девојком Џејн Елизабет Ланш, са којом је имао двоје деце: ћерке Кетрин Ен, рођену 1967. и Џејн Ди, рођену 1968. Занимљиво је да је у тренутку селекције за астронаута био једини нежења међу астронаутима. Погинуо је 5. октобра 1967. године након пада авиона којим је управљао идући у посету оцу који је умирао од рака. Вилијамс је сахрањен уз војне почасти на Националном гробљу Арлингтон.

## Галерија
- Си-Си Вилијамс (стоји, први здесна) са "својом" екипом астронаута, 1963. године
- Си-Си Вилијамс (стоји, први слева) током обуке преживљавања са остатком селекције, 1964. године
- Си-Си Вилијамс током мисије Џемини 3, 1965. године
- Си-Си Вилијамс током тренажног процеса за свемирску шетњу, 1966. године
- Име Си-Си Вилијамса (последњи) на плакети уз фигурицу Палог астронаута на Месецу
- Вилијамсово име на Свемирском меморијалном огледалу
- Вилијамсов гроб на Националном гробљу Арлингтон